# Distritos electorales de Kuwait
Kuwait está dividido en cinco distritos electorales.
| Distrito                                                         | Votantes kuwaitíes registrados |
| ---------------------------------------------------------------- | ------------------------------ |
| Distrito Uno                                                     | 77.245                         |
| Distrito Dos                                                     | 49.755                         |
| Distrito Tres                                                    | 76.501                         |
| Distrito Cuatro                                                  | 113.685                        |
| Distrito Cinco                                                   | 122.429                        |
| TOTAL                                                            | 439.715                        |
| Fuente: 439,715 Citizens Eligible To Vote In Parliament Election |                                |

- Datos: Q12187403